# Rogalino
Rogalino [rɔɡaˈlinɔ] (tiếng Đức: Röglin)  là một ngôi làng thuộc khu hành chính của Gmina widwin, thuộc quận Świdwin, West Pomeranian Voivodeship, ở phía tây bắc Ba Lan. Nó nằm khoảng 7 kilômét (4 mi) về phía đông bắc của Świdwin và 95 km (59 mi) về phía đông bắc của thủ đô khu vực Szczecin.